# Onthophagus lumareti
Onthophagus lumareti är en skalbaggsart som beskrevs av Walter och Yves Cambefort 1977. Onthophagus lumareti ingår i släktet Onthophagus och familjen bladhorningar. Inga underarter finns listade i Catalogue of Life.